# Amatenango del Valle
Amatenango del Valle är en kommunhuvudort i Mexiko.   Den ligger i kommunen Amatenango del Valle och delstaten Chiapas, i den sydöstra delen av landet, 800 km öster om huvudstaden Mexico City. Amatenango del Valle ligger 1 818 meter över havet och antalet invånare är 4 661.
Terrängen runt Amatenango del Valle är kuperad åt nordost, men åt sydväst är den bergig. Runt Amatenango del Valle är det ganska tätbefolkat, med 67 invånare per kvadratkilometer. Närmaste större samhälle är Teopisca, 4,5 km väster om Amatenango del Valle. I omgivningarna runt Amatenango del Valle växer huvudsakligen savannskog.